# Arthopyrenia cerasi
Arthopyrenia cerasi är en lavart som först beskrevs av Heinrich Adolph Schrader, och fick sitt nu gällande namn av A. Massal. Arthopyrenia cerasi ingår i släktet Arthopyrenia och familjen Arthopyreniaceae.  Arten är reproducerande i Sverige. Inga underarter finns listade i Catalogue of Life.